# PBA Commissioner's Cup
La PBA Commissioner's Cup è uno dei tornei organizzati della Philippine Basketball Association. Insieme alla PBA Governors' Cup, il torneo (noto anche come Conference) è una delle due competizioni in una stagione della PBA che consente alle squadre di schierare un singolo giocatore straniero, noto come "import". Il torneo si è tenuto per la prima volta nel 1993 come seconda competizione della stagione PBA.
Il torneo è stato interrotto quando il PBA Invitational championship è stato reintrodotto nella stagione 2003. Dal 2004 al 2010, la lega ha ridotto i tornei stagionali da tre a due competizioni: un torneo riservato a soli giocatori filippini, chiamato PBA Philippine Cup, e uno con giocatori stranieri, chiamato PBA Fiesta Conference. Il torneo è stato ripristinato nel 2011 come seconda competizione della stagione PBA dopo che la lega ha riadottato il formato a tre conferenze.
Con il termine Commissioner's Cup ci si riferisce anche al trofeo assegnato alla squadra campione.

## Storia

### Il primo periodo (1992-2002)
Durante la stagione PBA del 1993, la lega ha spostato l'All-Filipino Conference come primo torneo della stagione e ha fatto di quella che era la PBA Second Conference la PBA Commissioner's Cup, in riferimento al Commissario della PBA. La conferenza è diventata così il secondo torneo tenuto in una stagione della PBA.
Il Swift ha vinto il torneo nella sua edizione inaugurale del 1993 e poi nel 1995. Nel 1994, il Purefoods, con Kenny Redfield come import e Chot Reyes come allenatore, si agigudicò il titolo dopo aver sconfitto l'Alaska Aces.
Durante la stagione del "grandslam" dell'Alaska Aces nel 1996, hanno vinto il titolo della Commissioner's Cup contro lo Shell in una faticosa serie di sette partite. I Gordon's Gin Boars poi posero fine alla loro attesa di un trofeo durata di sei anni, vincendo contro i Milkmen nel 1997 e dando all'allenatore-giocatore Robert Jaworski il suo ultimo titolo PBA in entrambi i ruoli. L'anno seguente, l'Alaska con l'import Devin Davis ha conquistato il titolo contro il San Miguel. Nel 1999 e nel 2000,il S. Miguel Beermen ha vinto la Commissioner's Cup con in campo gli import Terquin Mott e Stephen Howard. Ma nel 2001, i Beermen sono stati sconfitti dai Red Bull Thunder, con Antonio Lang come miglior import, dopo una serie durata sei partite.
Nel 2002, con la maggior parte dei giocatori principali delle squadre impegnati con la nazionale, la PBA ha nuovamente permesso alle squadre di prendere due import con un'altezza massima combinata di 4,11 metri. Il Red Bull vinse quell'edizione prevalendo nella serie contro Talk 'N Text in sette partite, conquistando il loro secondo titolo consecutivo. Da allora, nessuna squadra ha più vinto due Commissioner's Cup consecutive.

### Il ritorno dal 2010

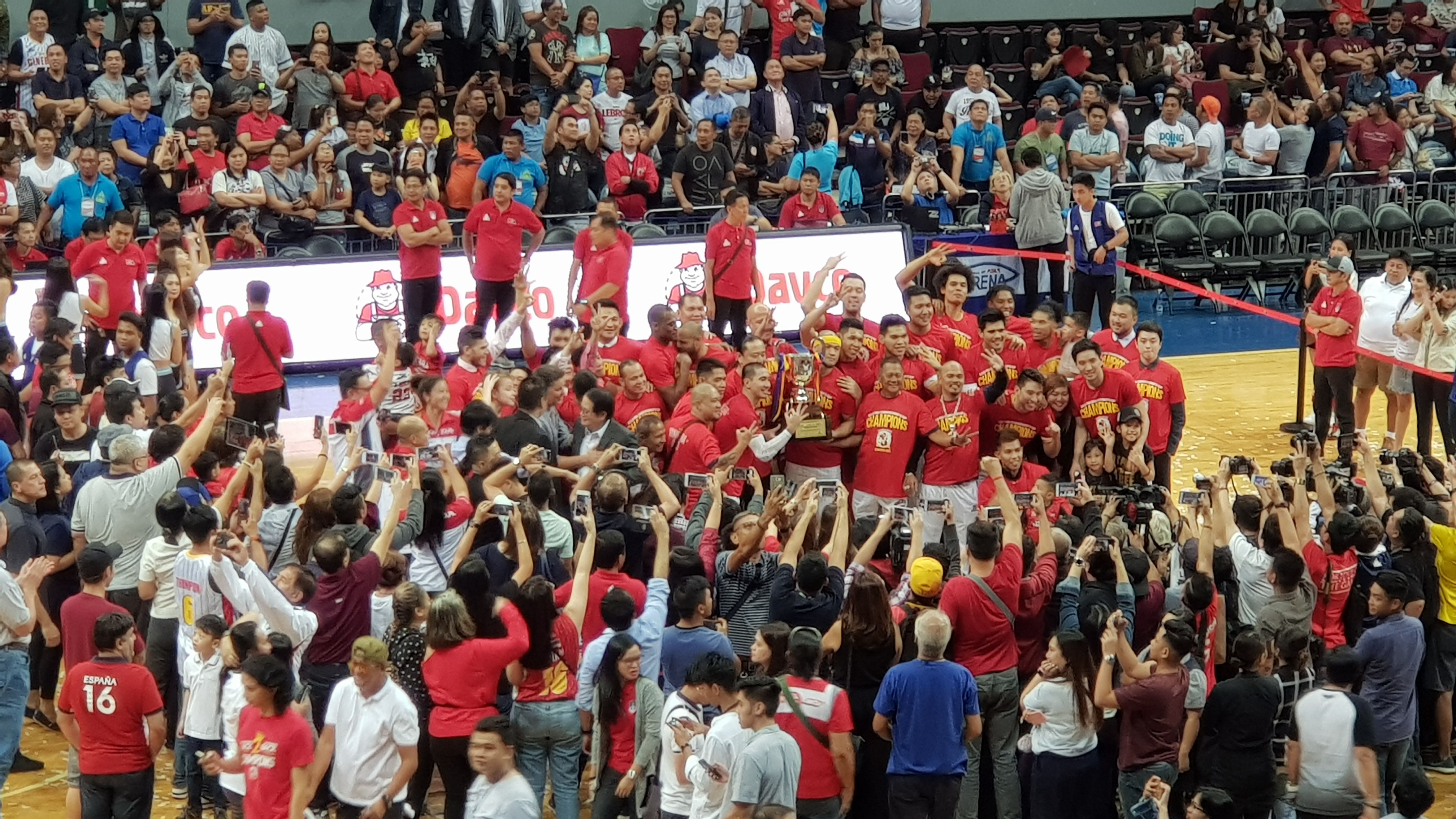
PIl Barangay Ginebra San Miguel posa con il trofeo della Commissioner's Cup dopo aver vinto la serie finale contro i San Miguel Beermen alla Mall of Asia Arena.

Il torneo fu sospeso nel 2003 dopo la reintroduzione del PBA Invitational championship come seconda conferenza della stagione, ma fu riattivato nel 2011 quando la lega ripristinò il formato a tre conferenze. La Commissioner's Cup del 2011 segnò anche il ritorno degli Smart Gilas, la squadra nazionale filippina, nella PBA dopo aver partecipato per l'ultima volta alla Philippine Cup 2009–10. Divenne la prima squadra nazionale a qualificarsi per i playoff, venendo poi sconfitta dai Barangay Ginebra Kings in semifinale. I Kings persero poi la finale contro i Talk 'N Text Tropang Texters in sei partite.
Nel 2020, la Commissioner's Cup fu annullata a causa della pandemia di COVID-19. La stagione successiva vide solo due conferenze, la Philippine Cup e la Governors' Cup. Il torneo tornò nella stagione 2022–23, in cui i Bay Area Dragons, squadra di Hong Kong si unirono alla lega come squadra ospite che si sono piazzati primi nella fase di eliminazione, perdendo contro il Barangay Ginebra Kings solo in finale. Nella stagione 2023–24, la Commissioner's Cup è stata il torneo di apertura.

## Formato
Dal 1993 al 1997, le squadre erano divise in due gruppi nella fase a gironi. Le squadre dello stesso gruppo giocavano una partita l'una contro l'altra e due partite contro le squadre dell'altro gruppo. Al termine delle eliminatorie, le prime cinque squadre avanzavano a una semifinale a doppio girone all'italiana. Veniva concesso un incentivo nei playoff a una squadra che vincesse cinque delle otto partite di semifinale, qualora non riuscisse a ottenere uno dei primi due posti per la finale. Le prime due squadre (o la n. 1 e la vincitrice dello spareggio tra la squadra con almeno 5 vittorie in semifinale e la n. 2) si sfidavano in una serie finale al meglio delle sette partite. Nel 1995, venne adottato un formato post-eliminazione leggermente modificato: le prime sei squadre avanzavano al turno dei quarti di finale per un altro girone unico, e le prime quattro venivano poi inserite in una serie al meglio delle cinque partite, con le vincitrici che avanzavano alla finale.
Nel 1998, la lega adottò un formato playoff con quarti di finale e semifinali, in cui le prime due teste di serie avanzavano automaticamente alle semifinali, mentre le altre quattro squadre si affrontavano nei quarti di finale. Le vincitrici passavano alle semifinali per sfidare le prime due teste di serie in una serie al meglio delle cinque partite. Le vincitrici delle semifinali avanzavano poi alla serie finale al meglio delle sette partite. Questo formato fu leggermente modificato con l'ingresso dei Tanduay Rhum Masters nel 1999. Le prime otto squadre dopo il girone unico avanzavano ai quarti di finale. Le prime due teste di serie avevano un vantaggio "due risultati su tre" contro le ultime due teste di serie, mentre le altre squadre giocavano una serie al meglio delle tre partite. Le vincitrici disputavano le semifinali in una serie al meglio delle cinque partite, e le vincitrici delle semifinali avanzavano alla finale al meglio delle sette partite.
Dopo la reintroduzione del torneo nel 2011, la lega adottò un formato simile a quello utilizzato nel 1998: le prime due squadre ottenevano la qualificazione automatica alle semifinali, mentre le altre quattro si affrontavano in una serie al meglio delle tre partite nei quarti di finale.
Dal 2013, il formato playoff è stato rivisto, adottando un formato simile a quello utilizzato per la PBA Philippine Cup, in cui le prime due squadre avevano un vantaggio "due risultati su tre" contro le ultime due squadre qualificate, e le altre squadre si affrontavano in una serie al meglio delle tre partite.
Il limite di altezza per i giocatori stranieri varia ogni anno. Alla reintroduzione del torneo nel 2011, il limite di altezza era di 6'4" (1,93 m). Nel 2012, la lega rimosse le restrizioni di altezza. Il sistema di handicap fu reintrodotto nel 2014, con un limite di altezza di 6'9" (2,06 m) per le squadre arrivate ai playoff della precedente Philippine Cup. Nel 2017, il limite fu fissato a 6'10" (2,08 m) per tutte le squadre. Tale limite è rimasto in vigore fino alla stagione 2023–24, quando il limite di altezza è stato ridotto a 6'9" (2,06 m).

## Albo d'oro

### Per stagione
| 1993                                                               | Pop Cola Panthers   | Magnolia Hotshots    | 4–2 |
| 1994                                                               | Magnolia Hotshots   | Alaska Aces          | 4–1 |
| 1995                                                               | Pop Cola Panthers   | Alaska Aces          | 4–2 |
| 1996                                                               | Alaska Aces         | Shell Turbo Chargers | 4–3 |
| 1997                                                               | Barangay Gin. Kings | Alaska Aces          | 4–2 |
| 1998                                                               | Alaska Aces         | S. Miguel Beermen    | 4–2 |
| 1999                                                               | S. Miguel Beermen   | Shell Turbo Chargers | 4–2 |
| 2000                                                               | S. Miguel Beermen   | S. Lucia Realtors    | 4–1 |
| 2001                                                               | Barako Boosters     | S. Miguel Beermen    | 4–2 |
| 2002                                                               | Barako Boosters     | TNT Tropang 5G       | 4–3 |
| 2003-2010: Non disputato e sostituito con la PBA Fiesta Conference |                     |                      |     |
| 2010-2011                                                          | TNT Tropang 5G      | Barangay Gin. Kings  | 4–2 |
| 2011-2012                                                          | Magnolia Hotshots   | TNT Tropang 5G       | 4–3 |
| 2012-2013                                                          | Alaska Aces         | Ginebra San Miguel   | 3–0 |
| 2013-2014                                                          | Magnolia Hotshots   | TNT Tropang 5G       | 3–1 |
| 2014-2015                                                          | TNT Tropang 5G      | Rain or Shine        | 4–3 |
| 2015-2016                                                          | Rain or Shine       | Alaska Aces          | 4–2 |
| 2016-2017                                                          | S. Miguel Beermen   | TNT Tropang 5G       | 4–2 |
| 2017-2018                                                          | Ginebra San Miguel  | S. Miguel Beermen    | 4–2 |
| 2019                                                               | S. Miguel Beermen   | TNT Tropang 5G 4–2   |     |
| 2020-2021: Cancellata a causa della Pandemia da COVID-19           |                     |                      |     |
| 2022-2023                                                          | Ginebra San Miguel  | Bay Area Dragons     | 4–3 |
| 2023-2024                                                          | S. Miguel Beermen   | Magnolia Hotshots    | 4–2 |
| 2024-2025                                                          | TNT Tropang 5G      | Ginebra San Miguel   | 4–3 |

### Vittorie per squadra
| Squadra | Titoli             | Ultimo titolo |
| ------- | ------------------ | ------------- |
| 5       | S. Miguel Beermen  | 2023–24       |
| 3       | Alaska Aces        | 2013          |
| 3       | Ginebra San Miguel | 2022–23       |
| 3       | Magnolia Hotshots  | 2014          |
| 3       | TNT Tropang 5G     | 2024-25       |
| 2       | Pop Cola Panthers  | 1995          |
| 2       | Barako Boosters    | 2002          |
| 1       | Rain or Shine      | 2016          |

## Premi individuali

### Miglior giocatore dellaConference

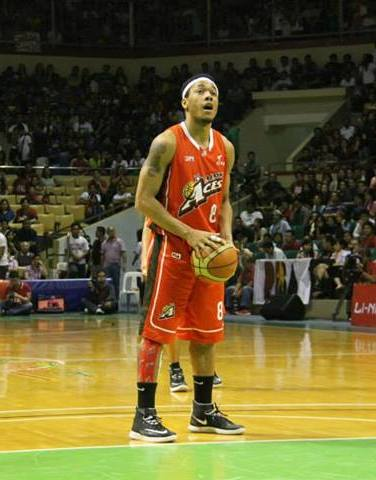
Calvin Abueva,Miglior Giocatore della Conference nell'edizione 2016.

|                | Indica un giocatore ancora attivo nella PBA                           |
|                | Indica un giocatore inserito nella PBA Hall of Fame                   |
| Giocatore (n.) | Indica il numero di volte che il giocatore ha vinto il riconoscimento |

| Stagione | Giocatore           | Squadra               |
| -------- | ------------------- | --------------------- |
| 1994     | Alvin Patrimonio    | Magnolia Hotshots     |
| 1995     | Vergel Meneses      | Pop Cola Panthers     |
| 1996     | Bong Hawkins        | Alaska Aces           |
| 1997     | Johnny Abarrientos  | Alaska Aces           |
| 1998     | Kenneth Duremdes    | Alaska Aces           |
| 1999     | Benjie Paras        | Shell Turbo Chargers  |
| 2000     | Danny Ildefonso     | S. Miguel Beermen     |
| 2001     | Danny Ildefonso (2) | S. Miguel Beermen     |
| 2002     | Davonn Harp         | Barako Boosters       |
| 2011     | Jimmy Alapag        | TNT Tropang 5G        |
| 2012     | Mark Caguioa        | Barangay Gin. Kings   |
| 2013     | LA Tenorio          | Ginebra San Miguel    |
| 2014     | Jayson Castro       | TNT Tropang 5G        |
| 2015     | Jayson Castro (2)   | TNT Tropang 5G        |
| 2016     | Calvin Abueva       | Alaska Aces           |
| 2017     | Chris Ross          | S. Miguel Beermen     |
| 2018     | June Mar Fajardo    | S. Miguel Beermen     |
| 2019     | Jayson Castro (3)   | TNT Tropang 5G        |
| 2022–23  | Scottie Thompson    | Ginebra San Miguel    |
| 2023–24  | C.J. Perez          | S. Miguel Beermen     |
| 2024–25  | Arvin Tolentino     | NorthPort Batang Pier |

### Premio Bobby Parks Best Import dellaConference

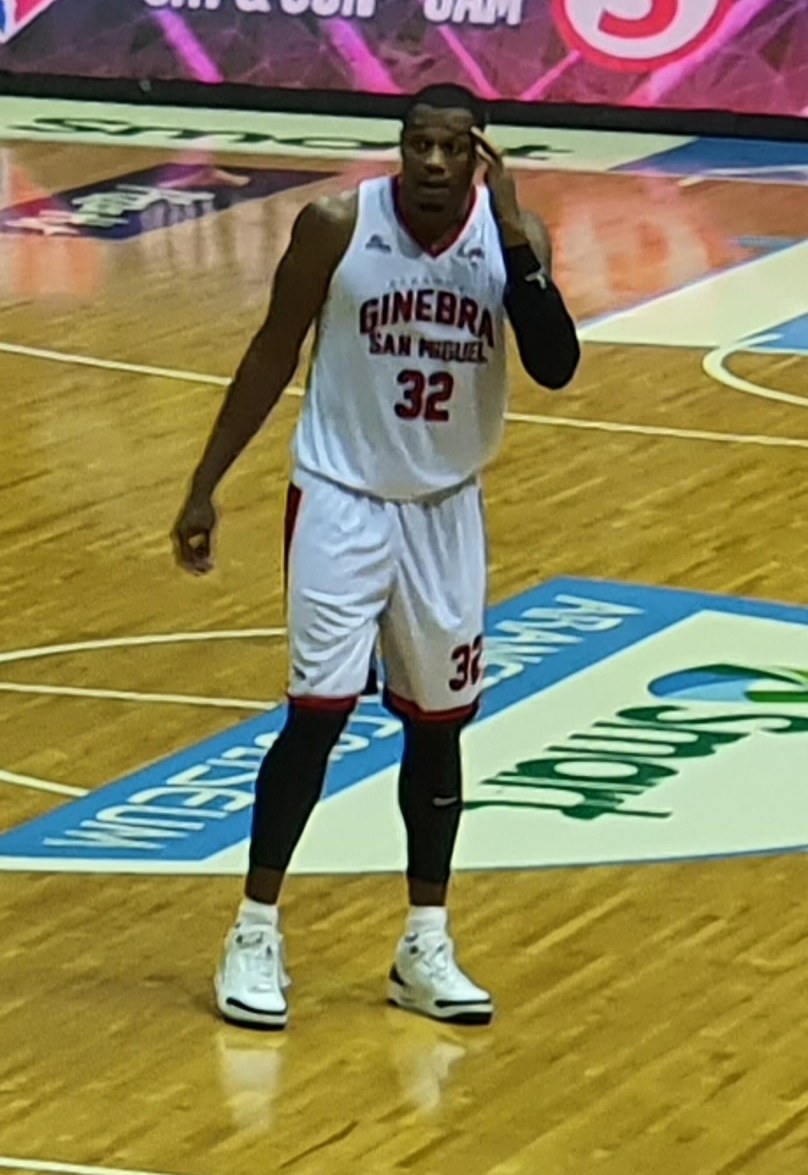
Justin Brownlee, due volte vincitore del Premio Bobby Parks con la maglia dei

| Anno    | Giocatore               | Squadra              |
| ------- | ----------------------- | -------------------- |
| 1993    | Ronnie Thompkins        | Pop Cola Panthers    |
| 1994    | Ken Redfield            | Magnolia Hotshots    |
| 1995    | Ronnie Grandison        | Pop Cola Panthers    |
| 1996    | Ken Redfield (2)        | Shell Turbo Chargers |
| 1997    | Jeff Ward               | S. Miguel Beermen    |
| 1998    | Devin Davis             | Alaska Aces          |
| 1999    | Terquin Mott            | S. Miguel Beermen    |
| 2000    | Ansu Sesay              | S. Lucia Realtors    |
| 2001    | Antonio Lang            | Barako Boosters      |
| 2002    | Jerald Honeycutt        | TNT Tropang 5G       |
| 2011    | Nate Brumfield          | Barangay Gin. Kings  |
| 2012    | Denzel Bowles           | Magnolia Hotshots    |
| 2013    | Robert Dozier           | Alaska Aces          |
| 2014    | Richard Howell          | TNT Tropang 5G       |
| 2015    | Wayne Chism             | Rain or Shine        |
| 2016    | Arinze Onuaku           | Meralco Bolts        |
| 2017    | Charles Rhodes          | S. Miguel Beermen    |
| 2018    | Justin Brownlee         | Ginebra San Miguel   |
| 2019    | Terrence Jones          | TNT Tropang 5G       |
| 2022–23 | Justin Brownlee (2)     | Ginebra San Miguel   |
| 2023–24 | Johnathan Williams      | Phoenix F. Masters   |
| 2024–25 | Rondae Hollis-Jefferson | TNT Tropang 5G       |